# Население на Таджикистан
Населението на Таджикистан през юли 2008 г. е 7 211 884 души.

## Възрастов състав
(2003)
- 0-14 години: 39,8% (мъже 1 376 244/ жени 1 353 108)
- 15-64 години: 55,5% (мъже 1 896 509/ жени 1 915 334)
- над 65 години: 4,7% (мъже 140 993/ жени 181 564)

(2009)
- 0-14 години: 34,3% (мъже 1 282 681/ жени 1 238 607)
- 15-64 години: 62,1% (мъже 2 260 552/ жени 2 303 034)
- над 65 години: 3,6% (мъже 112 334/ жени 151 937)

## Коефициент на плодовитост
- 2009 – 2,99

## Етнически състав
(2000)
- 79,9 % – таджики
- 15,3 % – узбеки
- 1,1 % – руснаци
- 1,1 % – киргизи
- 2,6 % – други

## Религия
- 97 % – мюсюлмани
- 2,5 % – християни (предимно православни)
- 0,5 % – други

## Език
Официален език в Таджикистан е таджикският, който е вариант на персийския език.